# Emilio Vargas González
Emilio Vargas González (1869 - 1923) fue un delineante de arquitectura español. Es conocido por haber sido un colaborador del urbanista y diseñador de la Ciudad Lineal en Madrid, Arturo Soria. Aunque no era arquitecto, firmó muchos de los proyectos arquitectónicos que realizó en la Ciudad Lineal, contando con la permisividad de los ayuntamientos de Canillejas, Canillas y Chamartín. Tiene dedicada una calle, paralela a la Avenida de América. También colaboró con el arquitecto Ricardo Marcos Bausá en el diseño del Teatro Escuela y el conjunto de edificios e instalaciones de los Estudios CEA (situados junto al puente de la CEA), en la mencionada avenida de América.